# Myrmeciza
Genre
Myrmeciza est un genre monotypique de passereaux de la famille des Thamnophilidae. Il comprend une seule espèce d'alapi.

## Taxonomie
Ce genre a fait l'objet d'une profonde révision en 2018 : toutes les espèces sauf une ont été réparties entre les genres Myrmelastes, Aprositornis, Poliocrania, Myrmoderus, Sipia, Ammonastes, Sciaphylax, Myrmophylax, Akletos, Hafferia et Ampelornis.

## Répartition
Myrmeciza se trouve à l'état naturel dans le Nord de l'Amérique du Sud et au Panama.

## Liste des espèces
Selon la classification de référence du Congrès ornithologique international (version 8.1, 2018) :
- Myrmeciza longipes (Swainson, 1825) — Alapi à ventre blanc, Fourmilier à flancs ocrés
  - Myrmeciza longipes panamensis (Ridgway, 1908)
  - Myrmeciza longipes longipes (Swainson, 1825)
  - Myrmeciza longipes boucardi (von Berlepsch, 1888)
  - Myrmeciza longipes griseipectus (von Berlepsch & Hartert, 1902)